# Långbanite
La långbanite è un minerale.